# Charles Grodin
Charles Grodin (Pittsburgh (Pennsylvania), 21 april 1935 – Wilton, 18 mei 2021) was een Amerikaanse acteur, die onder meer Jonathan "the Duke" Mardukas speelde naast Robert De Niro in de film Midnight Run uit 1988.

## Levensloop
Grodin had een orthodox-joodse achtergrond. Hij begon met eenvoudige baantjes, maar had meer belangstelling voor acteren. Hij studeerde aan de universiteit van Miami, maar dat leverde geen graad op.
Grodin verscheen in een verscheidenheid aan films gedurende de jaren 1954 tot en met 2017. Hij maakte zijn Hollywood-debuut met een kleine rol als drummer in Disney's 20,000 Leagues Under the Sea uit 1954. Ook was Grodin te zien in verschillende theaterproducties.

### Privé
Uit zijn eerste huwelijk had Grodin een dochter, Marion. In zijn tweede huwelijk kreeg hij een zoon, Nicky. Grodin was de schoonzoon van Stanley Durwood, oprichter van de AMC Theaters.
Grodin overleed op 86-jarige leeftijd, thuis in Wilton (Connecticut), aan de gevolgen van beenmergkanker.

## Filmografie
| Jaar | Titel                          | Rol                      | Noten |
| ---- | ------------------------------ | ------------------------ | ----- |
| 2017 | An Imperfect Murder            | Arthur                   |       |
| 2016 | The Comedian                   | Dick D'Angelo            |       |
| 2014 | While We're Young              | Leslie Breitbart         |       |
| 2007 | The Ex                         | Bob Kowalski             |       |
| 1994 | It Runs in the Family          | Mr. Parker (The Old Man) |       |
| 1994 | Clifford                       | Martin Daniels           |       |
| 1993 | Beethoven's 2nd                | George Newton            |       |
| 1993 | Heart and Souls                | Harrison Winslow         |       |
| 1993 | So I Married an Axe Murderer   | Commandeered Driver      |       |
| 1993 | Dave                           | Murray Blum              |       |
| 1992 | Beethoven                      | George Newton            |       |
| 1990 | Taking Care of Business        | Spencer Barnes           |       |
| 1988 | Midnight Run                   | Jonathan Mardukas        |       |
| 1988 | You Can't Hurry Love           | Mr. Glerman              |       |
| 1988 | The Couch Trip                 | George Maitlin           |       |
| 1987 | Ishtar                         | Jim Harrison             |       |
| 1986 | Last Resort                    | George Lollar            |       |
| 1985 | Movers and Shakers             | Herb Derman              |       |
| 1984 | The Woman in Red               | Buddy                    |       |
| 1984 | The Lonely Guy                 | Warren Evans             |       |
| 1981 | The Great Muppet Caper         | Nicky Holiday            |       |
| 1981 | The Incredible Shrinking Woman | Vance Kramer             |       |
| 1980 | Seems Like Old Times           | Dist. Atty. Ira J. Parks |       |
| 1980 | It's My Turn                   | Homer                    |       |
| 1979 | Sunburn                        | Jake                     |       |
| 1979 | Real Life                      | Warren Yeager            |       |
| 1978 | Heaven Can Wait                | Tony Abbott              |       |
| 1977 | Thieves                        | Martin Cramer            |       |
| 1976 | King Kong                      | Fred Wilson              |       |
| 1972 | The Heartbreak Kid             | Lenny Cantrow            |       |
| 1970 | Catch-22                       | Capt. Aarfy Aardvark     |       |
| 1968 | Rosemary's baby                | Dr. C.C. Hill            |       |